# Айвовый хлеб
Айвовый хлеб (фр. pain-coing) — осенняя провансальская выпечка, приготовленная из дрожжевого хлебного теста и айвы. Встречается в основном в Воклюзе, Буш-дю-Роне, ронской части Дрома, Ардеше и Гаре, в Дром-Провансаль и в южной части Альп Верхнего Прованса.

## Айва в Провансе
Первые свидетельства о наличии деревьев айвы в садах Прованса относятся к XV веку .
В настоящее время Провансальская айва является самым популярным сортом. Её выращивание можно оценить в 300-400 тонн из 2000 тонн, производимых во Франции.
До Первой мировой войны провансалец питался в основном хлебом, который был очень любим. Выпечка готовилась в пекарской печи в городе или в коммунальных печах в деревнях.  Так запекали и фрукты, покрытые тестом: pan coudoun (айвовый хлеб) или pan pè  (грушевый хлеб) .
Айвовый хлеб — фирменное блюдо Воклюза, которое затем распространилось на остальную часть Прованса. Используемый плод «отличается от другой айвы меньшими размерами, более правильной формой, приятным и стойким ароматом, ярко-желтым цветом при созревании с иногда слегка зеленоватыми следами на стороне, которая остается «теневой». Эта айва встречается почти повсюду в Провансе, но в основном в Буш-дю-Рон, Воклюзе и Альпах Верхнего Прованса, где айва используется в качестве живых изгородей.

## Приготовление

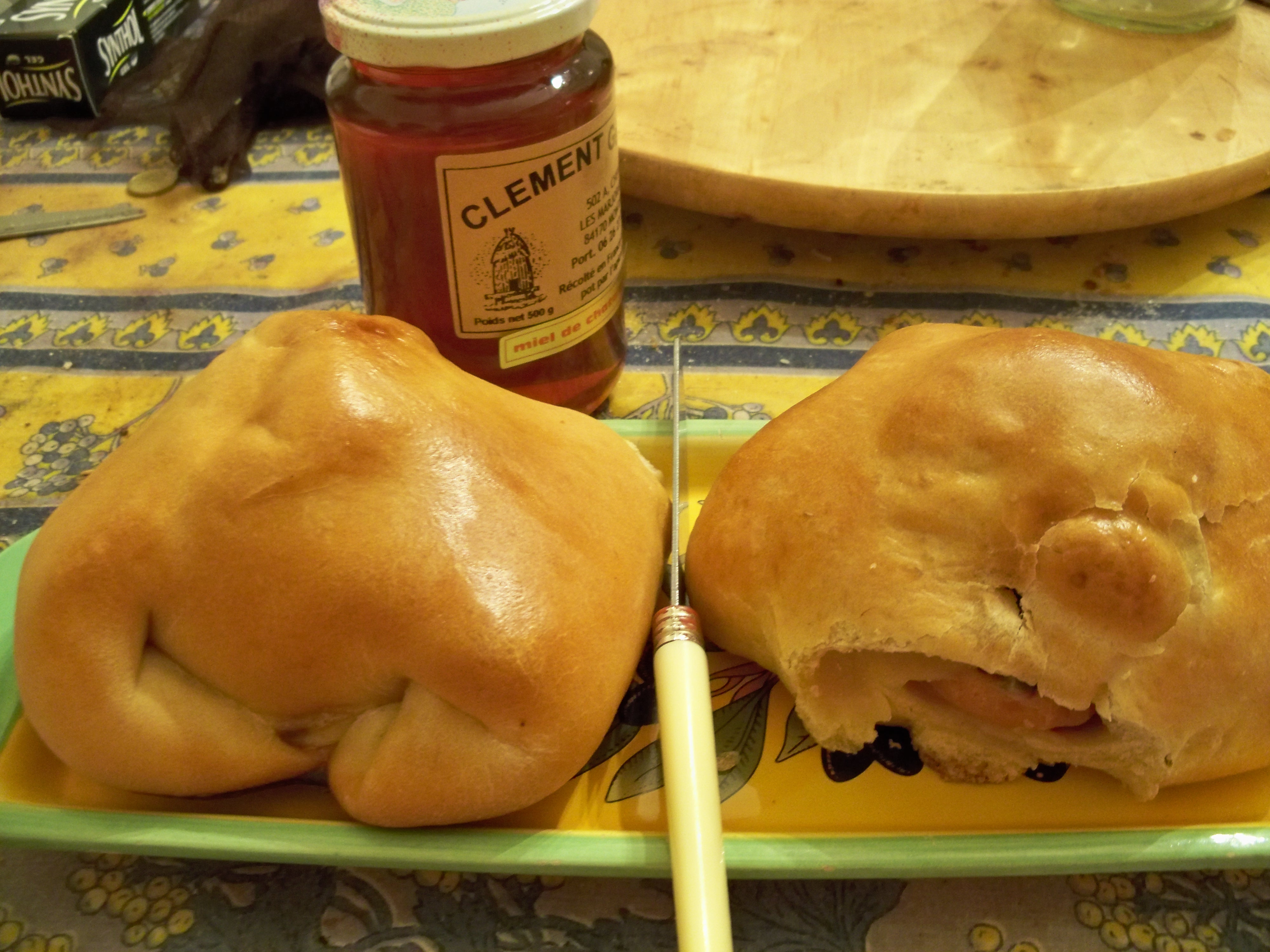
Два айвовых хлеба на ярмарке в Веллероне

Для приготовления этой выпечки помимо айвы необходимы мука, пекарские дрожжи, сахар, соль, молоко, яйцо и сливочное масло .
Из-за содержащихся в айве танинов, которые придают ей вяжущий вкус, а также из-за её твердости даже в спелом виде, айву во многих блюдах подвергают тепловой обработке. Очистив плод и удалив косточки, его кладут на середину куска хлебного теста, затем заправляют сахаром или медом, добавляют сливочное масло, и делают небольшое отверстие сверху. Перед отправкой в духовку айвовый хлеб смазывают взбитым яйцом. Во время приготовления тесто пропитывается ароматом айвы.
Айвовый хлеб запивают белым вином, ореховым вином (традиционный аперитив, получаемый путем мацерации зеленых грецких орехов в вине и алкоголе), и поммо.